# Инавасиро (озеро)
Инава́сиро (яп. 猪苗代湖; Инавасиро-ко; устар. Инаваширо) — четвёртое по величине озеро Японии, располагается в центральной части префектуры Фукусима на острове Хонсю. Лежит на высоте 514 м. Акватория озера является охраняемой природной территорией и входит в состав национального парка Бандай-Асахи. Лежит у подножья вулкана Бандай.
Площадь — 104,8 (103,3) км². Наибольшая глубина озера 94,6 м, средняя - 51,5 м.
Объём составляет 5,4 км³, а периметр — 50 км.
Около озера расположены города Аидзувакамацу, Корияма и Инавасиро.
Сток воды из озера осуществляется через реку Ниппаси, впадающую в Агано.